# 보사노바
보사노바(브라질 포르투갈어: bossa nova, 새로운 성향)는 브라질 대중음악의 한 형식으로 1960년대에 브라질의 세계적인 작곡가 안토니오 카를루스 조빙(Antonio Carlos Jobim), 보사 노바의 신이라 불리는 주앙 지우베르투(João Gilberto)가 발전시켰다.
삼바(Samba)에서 나온 음악 형식이지만, 'different beat'로 특성화되어 삼바보다 멜로디가 더 감미롭고, 타악기가 덜 강조된다. 이 장르는 재즈에서 큰 영향을 받았고, 1960년대에 미국, 브라질에서 크게 유행했다. 1959년 영화 《흑인 오르페우(Orfeu Negro)》(수록곡 카니발의 아침(Manhã de Carnaval))가 1960년 아카데미 외국 영화상을 수상한 이후 스탠 겟츠(Stan Getz)와 주앙 지우베르투가 함께 녹음한 앨범 Getz/Gilberto와 그 앨범의 수록곡이며 아스트루지 지우베르뚜(Astrud Gilberto)가 부른 The Girl from Ipanema가 1965년 미국 빌보드, 그래미 어워드를 휩쓸며 전 세계적으로 보사 노바 붐을 일으키기도 하였다.
독일 재즈 평론가 요아힘 E 베렌트는 저서 '재즈북'에서 "보사 노바는 삼바와 쿨 재즈가 합쳐진 것"이라고 규정했다.

## 유명 뮤지션
한글 표기는 국립국어원의 외래어 표기법을 따른다.
- 안토니우 카를루스 조빙(Antonio Carlos Jobim) 통 조빙(Tom Jobim)이라고도 부른다.
- 주앙 지우베르투(João Gilberto)
- 비니시우스 지 모라이스(Vinicius de Moraes)
- 호베르투 메네스카우(Roberto Menescal)
- 카를루스 리라(Carlos Lyra)
- 도리바우 카이미(Dorival Caymmi)
- 호자 파수스(Rosa Passos)
- 아스트루지 지우베르투(Astrud Gilberto)
- 오노 리사(小野リサ)
- 마르쿠스 발리(Marcos Valle)
- 가우 코스타(Gal Costa)
- 루이스 봉파(Luiz Bonfa)
- 스탠 게츠(Stan Getz)
- 엘리스 헤지나(Elis Regina)
- 세르지우 멘지스(Sergio Mendes)

## 관련 논문
- 박원복, 〈브라질 문화의 통문화적 역동성에 관한 연구 - 보사노바와 '열대음악'을 중심으로〉, 《포르투갈-브라질 연구》 7-1, 한국 포르투갈-브라질 학회, 2010년

## 같이 보기
- 탱고